# Programador horari

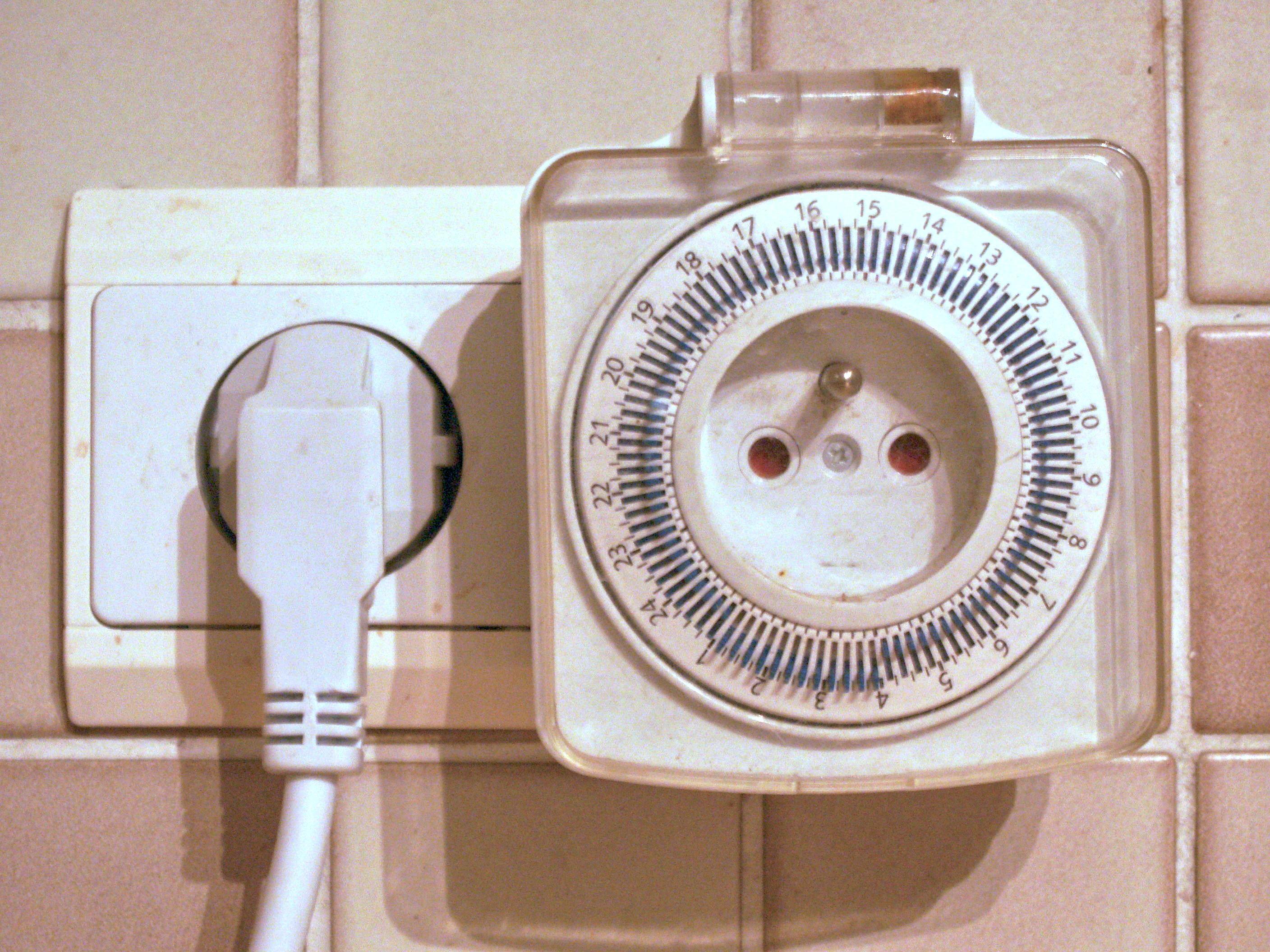
Un simple programador horari electromecànic cíclic de 24 hores amb un Socket CEE 7/5 francès

Un programador horari  (també anomenat temporitzador horari) és un temporitzador accionat per un mecanisme horari-calendari que controla un interruptor.
El 1945 Intermatic va introduir per primera vegada el seu primer programador professional, que es va utilitzar per a "senyals elèctrics, enllumenat de finestres, llums de sala de pisos, cremadors de petroli i gas". El 1952 hi va afegir una versíó popular.
Es pot connectar a un circuit elèctric que funcioni des de la xarxa elèctrica, o a través d'un relé o un contactor;. Es pot incorporar a circuits d'alimentació (com amb una calefacció central o escalfador d'aigua temporitzats), connectat a un endoll de paret amb l'equip connectat al temporitzador en lloc d'anar directament al corrent; o integrat en equips.

## Tipus
El mecanisme pot ser mecànic (per exemple, de rellotgeria; rarament utilitzat avui dia), electromecànic (per exemple, un motor de rotació lenta que fa funcionar mecànicament interruptors) o electrònic, amb circuits de temporització amb semiconductors o dispositius de commutació sense peces mòbils.
- Un temporitzador pot encendre, apagar un llum, o fer ambdues coses, en un moment donat o a hores preestablertes, amb un interval prefixat o cíclicament.
- Un interruptor horari, normalment, s'encén, compte enrere i s'apaga al cap d'un temps determinat
- Un temporitzador cíclic posa en marxa i desactiva els equips en moments preestablerts durant un període, i després repeteix el cicle; el període pot ser de 24 hores o 7 dies.[2]

Per exemple, un temporitzador de calefacció central pot subministrar calor durant un període determinat durant el matí i la nit tots els dies laborables, o tot el dia els caps de setmana. Un temporitzador per a un forn lent pot encendre-se automàticament alhora i durant un període adequat per tenir aliments a punt a l'hora de menjar. De la mateixa manera, una cafetera es pot engegar a primera hora del matí a temps per despertar els residents i tenir el cafè a punt.
Els temporitzadors poden fer altres processaments o tenir sensors; per exemple, un temporitzador pot encendre els llums només durant les hores de foscor, utilitzant un algorisme de temporització o un sensor crepuscular. Combinant els dos permeten que una llum s'encengui al capvespre i s'apagui a mitjanit, per exemple.

## Programador astronòmic
Un programador astronòmic calcula l'alba i el capvespre per a cada dia de l'any en funció de la latitud i longitud (o simplement nord/centre/ ud i zona horària en altres més barats), i el dia de l'any (mes i data), programats per l'usuari. a la instal·lació, a més a més de l'habitual hora del dia, excepte en el cas dels temporitzadors astronòmics habilitats per GPS, en què tota la programació és totalment automàtica. Això elimina la necessitat d'una fotocèl·lula (que es pot encendre i apagar repetidament perqué la llum funcioni) o per tornar a configurar un temporitzador regular per a canvis estacionals en la duració del dia o en l'horari d'estiu. Això permet que la il·luminació exterior com una la llum d'una porxada es controlin simplement substituint el seu interruptor de paret o una làmpada en un racó interior fosc (lluny d'una finestra) simplement connectant un temporitzador..
Un 'cronometrador de vetlla és una funció en molts televisions modernes i altres dispositius electrònics que apaga l'alimentació al cap d'un temps preestablert. La configuració es fa normalment des del control remot del dispositiu o a través del menú del dispositiu. Estan pensats per a desconectar el TV quan s'adormen els espectadors.

## Aplicacions
Els interruptors de temps es poden utilitzar per a molts propòsits, incloent l'estalvi energia elèctrica consumint-lo només quan sigui necessari, encenent, apagant equip o ambdues vegades necessitades per algun procés i seguretat de casa (per exemple, commutació) s'encén en un patró que dona la impressió que s'assisteixen a locals) per reduir la probabilitat de robatori.
Entre les aplicacions es troben il·luminació (interior, exterior i llum de carrer), aparells de cuina com forn, rentadora i  calefacció i refrigeració d'edificis i vehicles. Els controladors automàtics de rentadora incorporats són exemples de cicles de temporitzadors electrònics electromecànics i electrònics molt complexos, que inicien i aturen molts processos incloent pump i valve s per omplir i buidar el tambor. amb aigua, calefacció i rotació a diferents velocitats, amb diferents combinacions d'ajustaments per a diferents teixits.

## Galeria

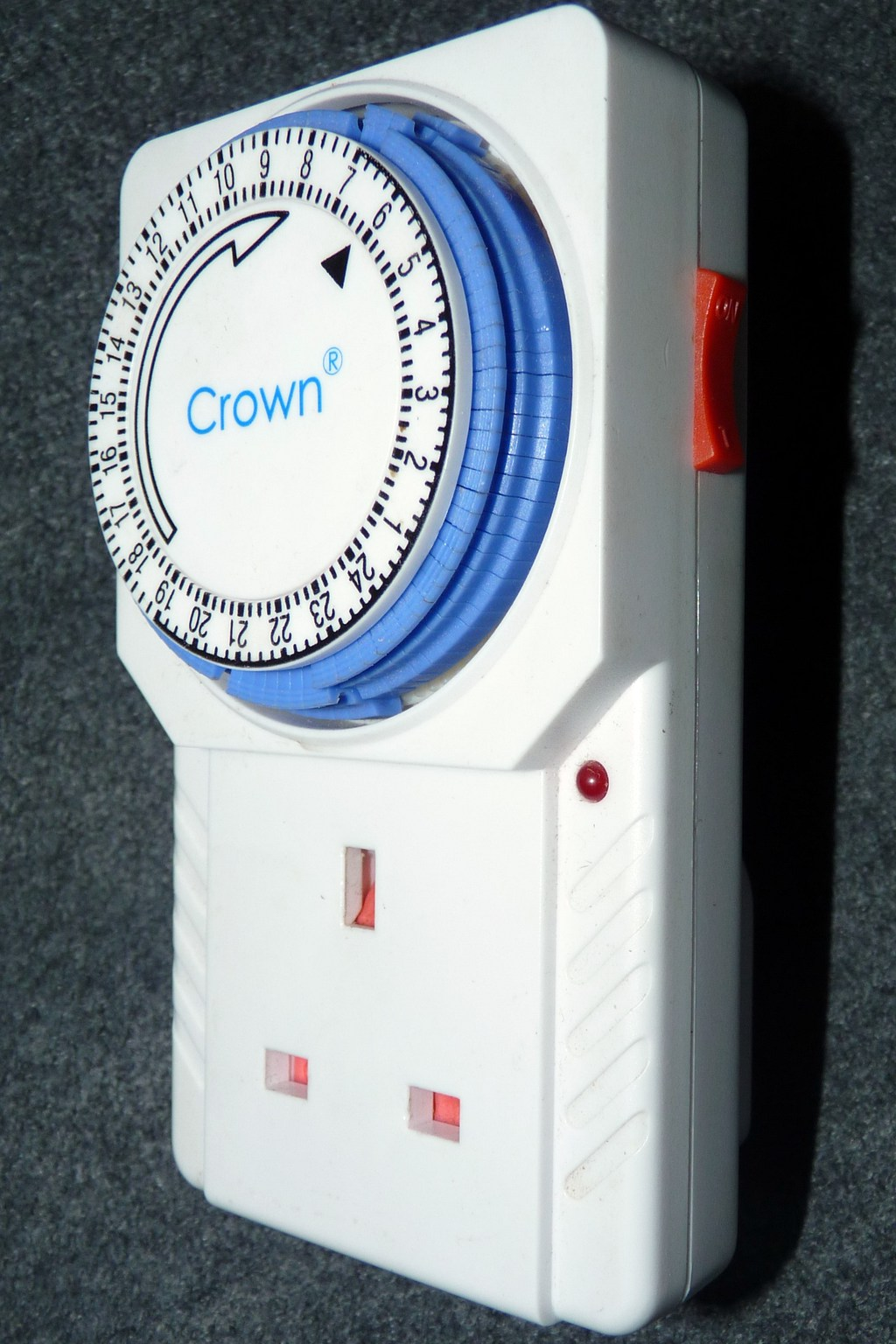
Un commutador horari electromecànic cíclic de 24 hores que mostra l'hora actual 06:15 i està activat de 07:00 a 07:45 i de 20:00 a 22:00.
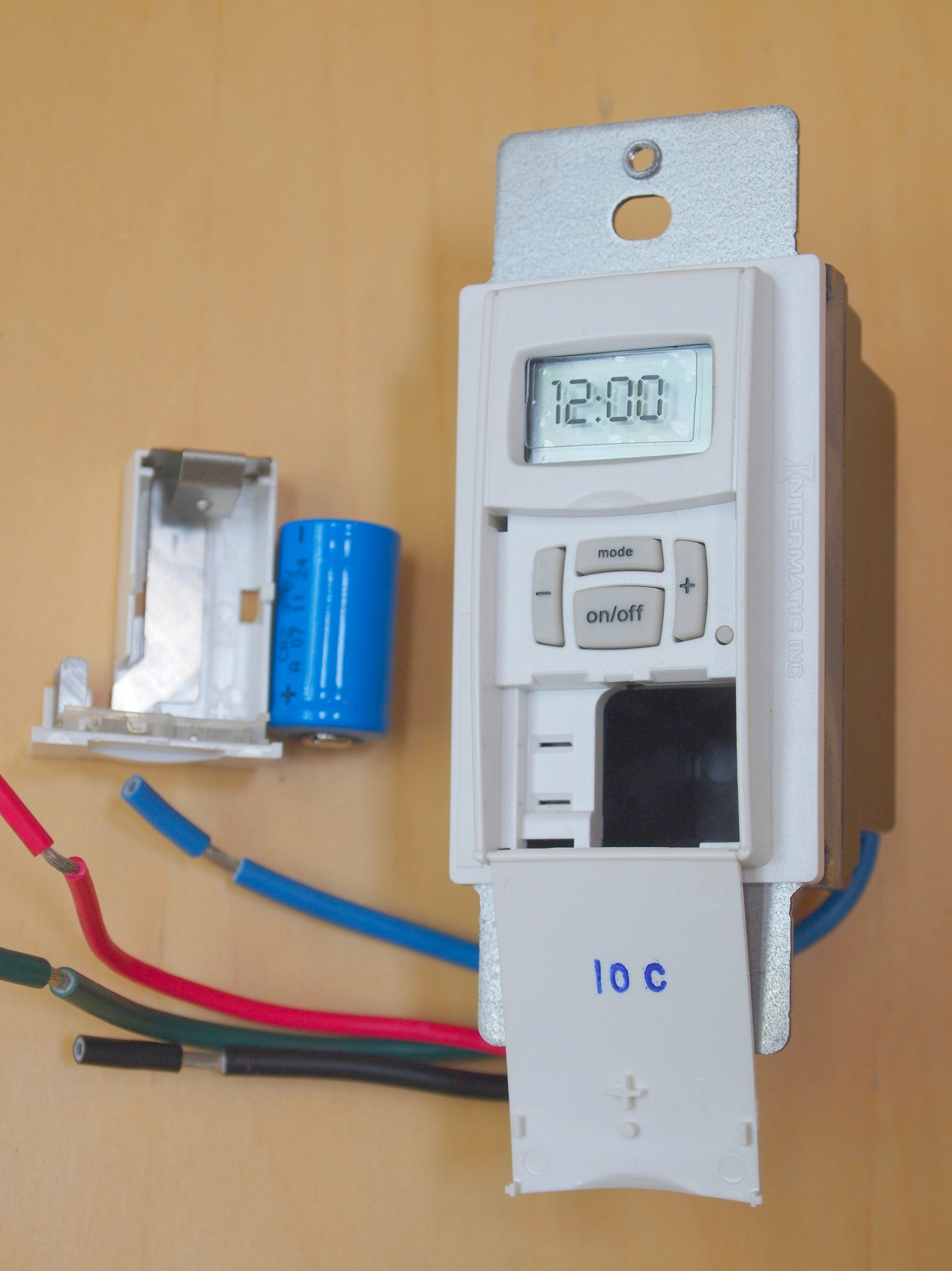
Commutador de temporitzador digital de paret amb bateria per mantenir un temps ininterromput